# باوزا
باوزا فوغتلند (بالألمانية: Pausa, Saxony) هي مستوطنة تقع في ألمانيا في ساكسونيا. يقدر عدد سكانها بـ 3,618 نسمة .